# Хосе Ніколас де Асара
Хосе Ніколас де Асара (ісп. José Nicolás de Azara; 5 грудня 1730, Барбуньялес, провінція Уеска, Арагон, Королівство Іспанія — 26 січня 1804, Париж, Франція) — іспанський дипломат та знавець мистецтв.

## Життєпис
Слухав лекції при університетах в Уеську та Саламанці.
У 1765 призначений іспанським уповноваженим у Римі. Там він вступив у гурток вчених і художників і особливо зблизився з Менгсом та його вченим співвітчизником Артеагою.
Як дипломат він виявляв велику спритність, мав великий вплив на відносини іспанського двору до папського престола, особливо при Клименті XIV, і значно сприяв знищенню ордена єзуїтів.
Двічі — у 1798 і 1802 призначений послом у Парижі, де і помер 26 січня 1804.
Видав твори свого друга Менгса, додавши до них його життєпис.
Брат його, дон Фелікс де Асара, відомий як мандрівник і натураліст.